# Konservatives System
In der Physik und Mathematik bezeichnet konservatives System ein dynamisches System, das im Gegensatz zu einem dissipativen System steht. Grob gesagt, besitzen solche Systeme keine Reibung oder andere Mechanismen zur Umwandlung von kinetischer Energie, sodass der Phasenraum im Verlauf der Zeit nicht kleiner wird. Präziser ausgedrückt, redet man von dynamischen Systemen die eine nichtwandernde Menge haben – in der Zeitentwicklung gibt es keinen Teil des Phasenraums der "wegwandert", also nie zum ursprünglichen Zustand zurückkehrt. Alternativ werden konservative Systeme als Systeme definiert, in denen der Wiederkehrsatz gilt. Ein wichtiger Spezialfall des konservativen Systems ist das maßerhaltende dynamische System.

## Allgemeine Beschreibung
Allgemein gilt, dass dynamische Systeme die zeitliche Entwicklung des Phasenraums eines mechanischen Systems beschreiben. Eine solche Entwicklung wird meist über Differentialgleichungen definiert, oft auch in diskreten Zeitschritten. Hier jedoch legt man das Augenmerk auf die Zeitentwicklung einer Ansammlung von Punkten, anstatt diskreter Punkte. 
Ein solches Beispiel sind die Saturnringe. Statt die Bewegung individueller Partikel in den Ringen zu verfolgen, blickt man auf die Entwicklung der Dichte der Ringe – wie diese sich ausdünnen, ausbreiten oder konzentrieren. Über kurze Zeiträume (hunderttausende von Jahren) sind die Saturnringe stabil und repräsentieren ein konservatives Systems bzw. sogar ein maßerhaltendes System. Das System gilt als maßerhaltend, da die Anzahl der Partikel in den Ringen unverändert bleibt und ihr Phasenraum nach Newtons Orbitalmechanik nicht komprimierbar ist. Er kann zwar gestreckt oder gestaucht, aber nicht verkleinert werden (wie im Satz von Liouville ausgedrückt).